# Vanja Perenčević
Vanja Perenčević (* 29. Februar 2000 in Sisak) ist eine kroatische Handballspielerin. Sie spielt auf der linken Abwehrposition.
Perenčević machte zunächst eine Ausbildung zur Dentalassistentin und studiert seit 2018 Bewegungswissenschaft an der Universität Zagreb.

## Hallenhandball
Vanja Perenčević spielt seit der Jugend für den Erstligisten ŽRK Lokomotiva Zagreb, für dessen erste Frauenmannschaft sie zwischenzeitlich auflief. Ende 2018 wechselte sie zum Ligakonkurrenten ŽRK Trešnjevka Zagreb, wo sie zum Teil auch in der Offensive nennenswerte Leistungen bringt.

## Beachhandball
Zudem ist Perenčević als Beachhandballspielerin aktiv. Hier spielt sie für MHC Dubrava, ein Team auf der kroatischen und europäischen Sommertour. Beim EBT-Turnier in Moskau wurde die Mannschaft 2019 Zweite nach einer Finalniederlage gegen die europäische Spitzenmannschaft Multichem Szentendrei NKE aus Ungarn. Zudem qualifizierte man sich für die EHF Masters Finals. 2019 gewann sie mit ihrer Mannschaft die kroatische Meisterschaft und im Finale gegen die Lady Bugs aus Ungarn den hochklassigen Jarun-Cup 2019. Perenčević gehört auch der Universitätsmannschaft der Universität Zagreb an und wurde mit dieser Mannschaft bei den European Universities EHF Beach Handball Championship 2019 in Zagreb nach einem Sieg über die Mannschaft der Universität Tilburg Dritte.

### Juniorinnen
2017 rückte Perenčević in die kroatische Junioren-Nationalmannschaft im Beachhandball auf und nahm in Zagreb an den U-17-Junioreneuropameisterschaften 2017 teil. Nach Niederlagen gegen Russland, Litauen, Portugal und Spanien gewann man das abschließende Vorrundenspiel gegen die Schweiz und wurde Vorletzter in der Gruppe. Bei den folgenden Platzierungsspielen unterlag man nach einem Sieg gegen Polen im Spiel um Rang neun der Ukraine und wurde Zehnte. Das nächste Großereignis wurden die Juniorenweltmeisterschaften 2017 in Flic-en-Flac auf Mauritius. Perenčević verlor mit ihrer Mannschaft alle Spiele der Vorrunde, gegen die Niederlande, Argentinien, Ungarn sowie Taiwan (Chinese Taipei). Erst bei den Platzierungsspielen konnte Kroatien zunächst gegen Gastgeber Mauritius, dann gegen Venezuela und Paraguay mit Erfolgen das Turnier beschließen und am Ende Neunte werden.
In Montenegro nahm Perenčević zum zweiten Mal an Junioreneuropameisterschaften 2018 (U18) teil. Nach einer Niederlage gegen Portugal gewann Kroatien die beiden folgenden Spiele der Gruppe gegen Rumänien und Frankreich. Im Viertelfinale traf man einmal mehr auf die Niederlande und unterlag in zwei Durchgängen. Die beiden folgenden Platzierungsspiele gegen Spanien und die Ukraine wurden im Shootout verloren, Kroatien schließlich Achte.

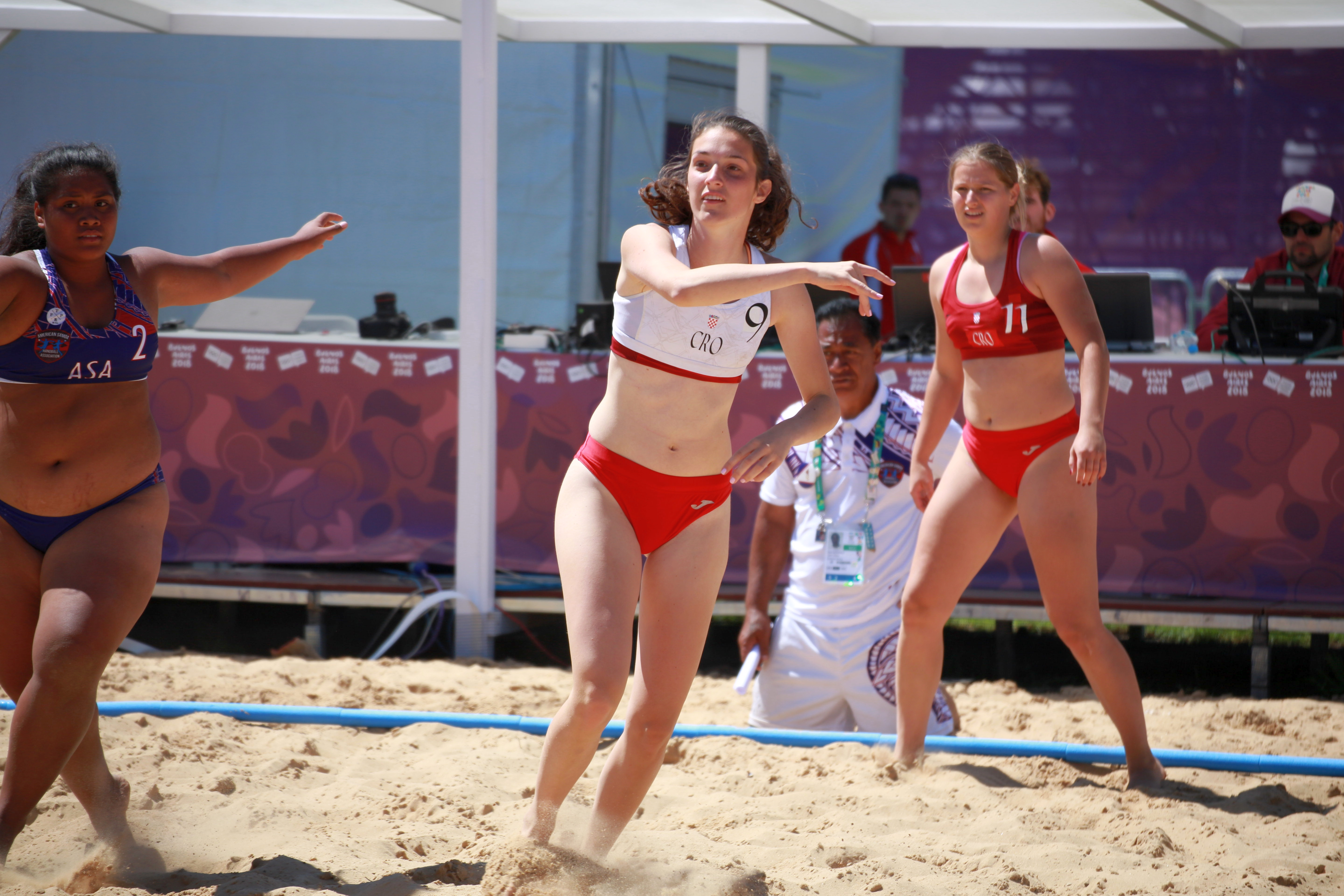
Perenčević (weiß) als Specialist im Spiel gegen Amerikanisch-Samoa in der Vorrunde der Olympischen Jugendspiele; links Frances Nautu (blau, 2, Amerikanisch-Samoa), rechts Ana Malec (rot, 11, Kroatien)

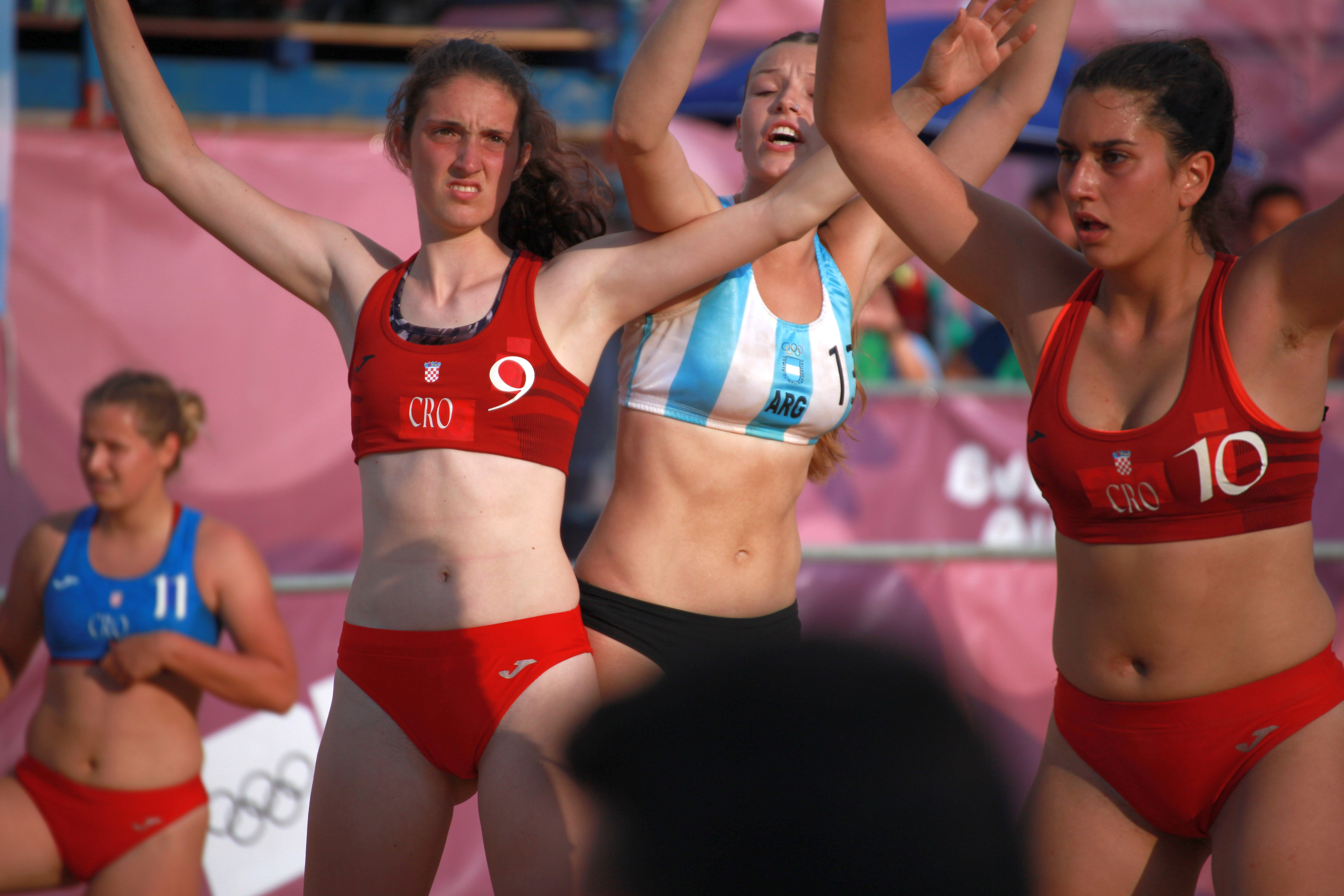
Perenčević (rot, 9) deckt Gisella Bonomi im Finale der Olympischen Jugendspiele; rechts Mia Bošnjak (rot, 10)

Im Herbst erreichte Perenčević ihren bis dato sportlichen Höhepunkt. Obwohl sich Kroatien bei der Juniorenweltmeisterschaft im Vorjahr nicht für die Olympischen Jugend-Sommerspiele 2018 von Buenos Aires qualifizieren konnte, rückten die Kroatinnen nach Absagen der Mannschaften Spaniens und Portugals nach. Das erste Gruppenspiel gegen Mauritius wurde klar gewonnen, Perenčević steuerte einen Punkt zum Sieg bei. Auch die beiden folgenden Spiele gegen Russland und Taiwan gewannen die Kroatinnen und entwickelten sich zu einem Mitfavoriten auf den Titel dieser hier erstmals im Rahmen eines olympischen Turniers ausgetragenen Sportdisziplin. Nach einer Niederlage gegen den oftmaligen Konkurrenten der Vorjahre, Ungarn, folgte zum Abschluss der Vorrunde ein Sieg gegen die Mannschaft aus Amerikanisch-Samoa. Perenčević traf in diesem Spiel gegen den großen Außenseiter, in dem auch die Defensivspielerinnen mehr Raum für offensive Aktionen hatten und Perenčević als Specialist eingesetzt wurde, dreimal und erzielte damit sechs Punkte. In der Hauptrunde verloren die Kroatinnen gegen zwei der weiteren Titelfavoritinnen neben den Ungarinnen, gegen Argentinien und die Niederlande. In beiden Spielen unterlag man im Shootout. Im hart umkämpften Spiel gegen Argentinien erhielt Perenčević als eine von drei Kroatinnen und zwei Argentinierinnen kurz vor dem Ende eine Zeitstrafe. Das letzte Vorrundenspiel gegen Paraguay wurde wieder gewonnen. Hier erzielte Perenčević zwei Tore für vier Punkte. Es waren die beiden letzten Treffer des Spiels; sie verwandelten den 14-16-Punkte-Rückstand in einen 18-16-Punkte-Vorsprung. Damit war sie in dem Spiel die Matchwinnerin. Im Halbfinalspiel setzte sich Kroatien mit einem Sieg in beiden Durchgängen klar gegen die favorisierten Niederländerinnen durch. Im Finale konnte Kroatien den entfesselt aufspielenden Gastgeberinnen nichts entgegensetzen und unterlag mit 0:2 Durchgängen. Mit ihrer Mannschaft gewann Perenčević damit die erste olympisch vergebene Silbermedaille im Beachhandball. Mit 15 Punkten erzielte sie den zweitgeringsten Wert aller kroatischen Feldspielerinnen vor der ohne jeden Treffer gebliebenen Mia Bošnjak, was der Spielweise der kroatischen Mannschaft mit einer starken Offensivreihe und einer starken Defensivreihe mit einer meist strikt umgesetzten Trennung beider Reihen entsprach. Mit Bošnjak und Mia Tupek und der jeweiligen Torhüterin Petra Lovrenčević oder Saša Sladić bildete sie eine überaus erfolgreiche Defensivformation. Für ihre Leistung wurde die Mannschaft mit dem Nagrada Dražen Petrović (Dražen-Petrović-Preis) des Kroatischen Olympischen Komitees ausgezeichnet.

## Erfolge
Olympische Jugendspiele
- 2018: Silber

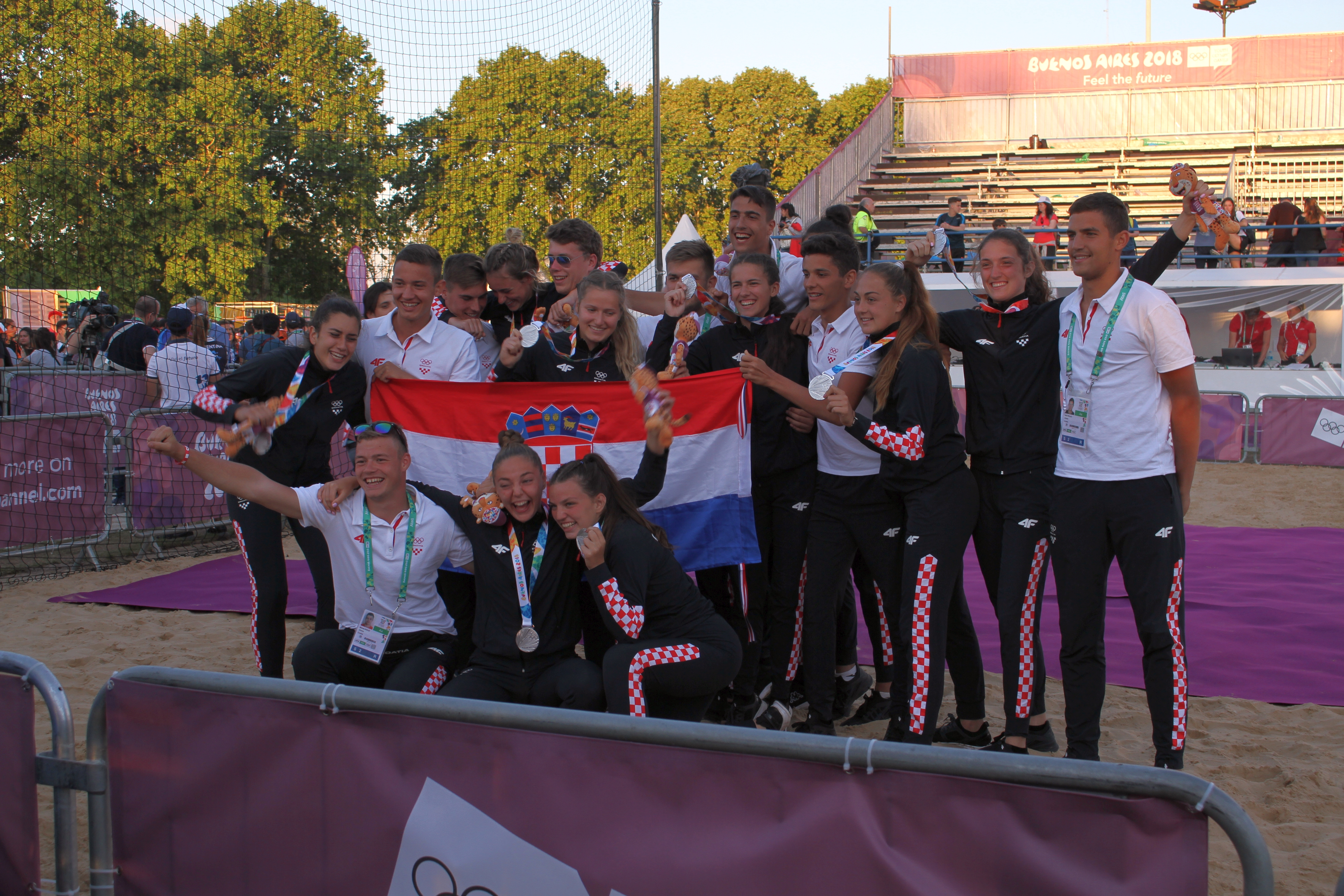
Die kroatischen Jungen- und Mädchenmannschaften feiern die Silbermedaille der Mädchen: Perenčević erstes Mädchen von rechts

Kroatische Beachhandball-Meisterschaften
- 2019: Sieger

## Einzelbelege
1. ↑  Hrvatski rukometni savez - rezultati. Abgerufen am 21. Juni 2020.
2. ↑  Drava.info: Podravka Vegeta uvjerljiva protiv Trešnjevke, slijedi posljednja utakmica u skupini Lige prvakinja. 15. November 2018, abgerufen am 21. Juni 2020 (kroatisch).
3. ↑  Dorotea Ižaković: Pobjedom nad Lokomotivom Podravka na korak do naslova prvaka | HRS. Abgerufen am 21. Juni 2020 (kroatisch).
4. ↑  Zagrebački Detonatori zlatni u Moskvi, pjeskašice Dubrave uzele srebro | Crosport. Abgerufen am 20. Juni 2020.
5. ↑  FROM RUSSIA WITH SILVER. Abgerufen am 19. Juni 2020.
6. ↑  CROATIAN CHAMPIONS FOR THE THIRD TIME. Abgerufen am 20. Juni 2020.
7. ↑  https://results.eusa.eu/index.php?page=person&id=58039&ln=en
8. ↑  admin: Croatian teams waiting for the EURO | BH Euro 2017 YAC. Abgerufen am 20. Juni 2020 (amerikanisches Englisch).
9. ↑  Competition summary | BH Euro 2017 YAC. Abgerufen am 19. Juni 2020 (amerikanisches Englisch).
10. ↑  Competition summary | BH Euro 2017 YAC. Abgerufen am 19. Juni 2020 (amerikanisches Englisch).
11. ↑  European Handball Federation - 2018 Women's ECh Beach Handball 18 / Match Details. Abgerufen am 19. Juni 2020 (englisch).
12. ↑  European Handball Federation - 2018 Women's ECh Beach Handball 18 / Match Details. Abgerufen am 19. Juni 2020 (englisch).
13. ↑  European Handball Federation - 2018 Women's ECh Beach Handball 18 / Match Details. Abgerufen am 19. Juni 2020 (englisch).
14. ↑  European Handball Federation - 2018 Women's ECh Beach Handball 18 / Match Details. Abgerufen am 19. Juni 2020 (englisch).
15. ↑  European Handball Federation - 2018 Women's ECh Beach Handball 18 / Final Tournament. Abgerufen am 19. Juni 2020 (englisch).
16. ↑  Improvements made, hopes for another dream to come true. Abgerufen am 20. Juni 2020 (amerikanisches Englisch).
17. ↑  Rousing success on the sand - Olympic News. 20. April 2020, abgerufen am 20. Juni 2020 (englisch).
18. ↑  2018 Summer Youth Olympics Official Result Book Beach handball
19. ↑  Iva Habek: Dodijeljene nagrade Dražen Petrović: Ovo su imena najboljih mladih sportaša u Hrvatskoj. In: Srednja.hr. 11. September 2019, abgerufen am 20. Juni 2020 (kroatisch).

| Personendaten    | Personendaten                                   |
| ---------------- | ----------------------------------------------- |
| NAME             | Perenčević, Vanja                               |
| ALTERNATIVNAMEN  | Perencevic, Vanja                               |
| KURZBESCHREIBUNG | kroatische Handball- und Beachhandballspielerin |
| GEBURTSDATUM     | 29. Februar 2000                                |
| GEBURTSORT       | Sisak                                           |